# Liste griechischer Phrasen/Zeta

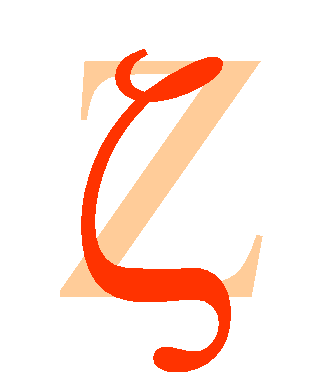
Zeta

## Ζεί.
Ζεί.
Zi.
„Er lebt.“
Gemeint ist damit, dass der linke griechische Oppositionspolitiker Grigoris Lambrakis lebt. Dieser Satz wird verkürzt zu „Ζ“. Lambrakis wurde am 22. Mai 1963 in Saloniki ermordet und der darauffolgende Prozess zog sich bis 1966 hin.
Z ist ein französisch-algerischer Spielfilm von Constantin Costa-Gavras aus dem Jahr 1969 nach der Romanvorlage von Vassilis Vassilikos, der als ein genrebildender Klassiker des politisch engagierten Kinos gilt.
Die Handlung lehnt sich an den Lambrakis-Mord an: In einem nicht namentlich genannten Staat, in dem Militär und Königshaus herrschen, wird Opposition als „kommunistischer Mehltau“ nur widerwillig geduldet.
Als ein Oppositionspolitiker unter den Augen der Polizei ermordet wird, versuchen Polizei und Militärs den Mord als Unfall darzustellen. Mit den Ermittlungen wird ein junger Untersuchungsrichter beauftragt, der jedoch wider Erwarten penibel und hartnäckig ermittelt. Eine Anklage gegen diverse Respektspersonen aus dem Militär führt jedoch auch nicht zu deren Verurteilung, da mehrere Zeugen unter merkwürdigen Umständen ums Leben kommen.

## Ζεί και βασιλεύει.
Ζεί και βασιλεύει.
Zi ke vasilevi.
„Er lebt und herrscht als König.“
Neugriechische sprichwörtliche Redensart für: „Es geht ihm unverändert gut.“
Nach der neueren griechischen Volksüberlieferung wurde die Schwester Alexanders des Großen nach ihrem Tod in eine Gorgone, eine Art Nixe verwandelt, die im Wasser lebt und jedes vorbeikommende Boot fragt, ob Alexander noch lebe:

«Ζεί ὁ βασιλιάς Αλέξανδρος;»

„Lebt König Alexander noch?“

Lautet die Antwort „nein“, so zieht sie das Schiff mitsamt der ganzen Besatzung zu sich hinab. Die „richtige“ Antwort, die dem Schiffer sein Leben bewahrt, lautet:

«Ζεί και βασιλεύει.»

„Er lebt und herrscht als König.“

## Ζεὺς πάνδημος

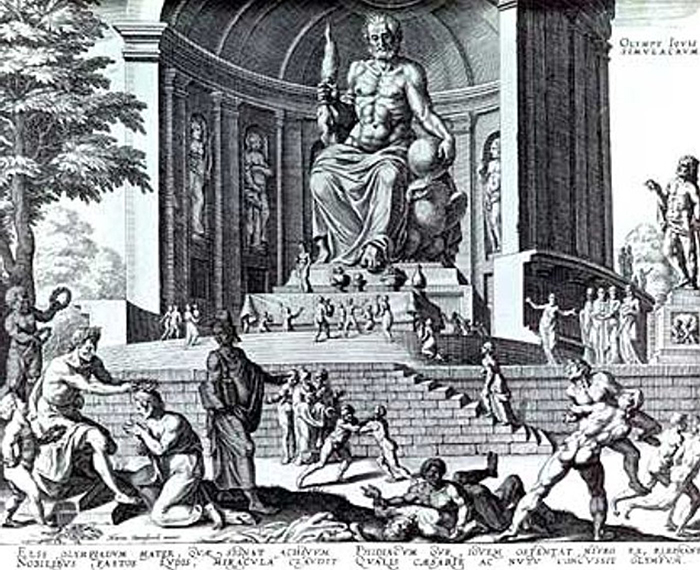
Zeus-Statue von Phidias

Ζεὺς πάνδημος
Zeus pandēmos
„der vom ganzen Volk verehrte Zeus“
Ehrende Bezeichnung für den obersten Gott Zeus, der, auf Münzen im Himation thronend, mit einem Szepter in der linken Hand dargestellt wird.
Zeus hat je nach Art der Verehrung weitere Beinamen:
- Ζεὺς μειλίχιος (Zeus meilichios – „der Sanfte“) als durch Sühne gütig gestimmter Gott
- Ζεὺς ξένιος (Zeus xenios – „der Gastfreundliche“) als Schützer des Gastrechts
- Ζεὺς ἑταιρεῖος (Zeus hetaireios – „der Gefährte“) als Urheber der Freundschaft
- Ζεὺς ὕψιστος (Zeus hypsistos – „der Höchste“) als oberster Gott

Die Bezeichnung „vom ganzen Volk verehrt“ wurde neben Zeus nur noch auf die Liebesgöttin Aphrodite angewandt, deren Verehrung Theseus in Athen eingeführt haben soll. Später wurde die Bezeichnung pandemos auch abwertend gebraucht, z. B. für Frauen, die sich jedem hingaben (lateinisch: „Venus vulgivaga“). Das deutsche Adjektiv gemein ist in Bedeutung und Begriffsentwicklung damit vergleichbar.
Siehe auch βοῶπις Ἥρη („kuhäugige Hera“) und ῥοδοδάκτυλος Ἠώς („rosenfingrige Eos“).

## Ζῇ πῦρ τὸν γῆς θάνατον …

Mittelalterliche Darstellung der Vier-Elemente-Lehre

Ζῇ πῦρ τὸν γῆς θάνατον καὶ αὴρ ζῇ τὸν πυρὸς θάνατον, ὕδωρ ζῇ τὸν ἀέρος θάνατον, γῆ τὸν ὕδατος.
Zē pyr ton gēs thanaton kai aēr zē ton pyros thanaton, hydōr zē ton aeros thanaton, gē ton hydatos.
„Es lebt das Feuer der Erde Tod und die Luft lebt Feuers Tod, das Wasser lebt der Luft Tod, die Erde den des Wassers.“
Beschreibung der Vier-Elemente-Lehre:
- πῦρ pyr: Feuer
- ἀήρ aēr: Luft
- ὕδωρ hydōr: Wasser
- γῆ gē: Erde

Der Philosoph Thales von Milet vertrat die Ansicht, dass alle Stoffe nur verschiedene Aspekte des Urstoffes Wasser darstellen. Anaximenes aus Milet kam zu dem Schluss, dass die Luft der Urstoff sei und zum Mittelpunkt des Universums hin zusammengepresst werde, wodurch die anderen Elemente Wasser und Erde entstünden. Heraklit aus der Nachbarstadt Ephesos war der Ansicht, dass das sich stets wandelnde und verändernde Feuer der Urstoff sein müsse, da sich im Universum alles wandelt.
Die breiteste Wirkung hatte jedoch die Formulierung des Naturphilosophen Empedokles, der annahm, dass die vier Elemente ewig existierende und unveränderliche Grundsubstanzen wären, die durch Mischung die Vielfalt der Stoffe bilden. Es darf allerdings nicht übersehen werden, dass Empedokles die vier Elemente zunächst als Götter einführte. So war das Feuer dem Zeus, die Luft der Hera, die Erde dem Aidoneus (Hades) und das Wasser der Nestis (Persephone) zugeordnet.
Empedokles nimmt an, dass die vier Elemente (ῥιζώματα rhizṓmata) durch ständige Mischung und Entmischung alle Dinge hervorbringen:

„Das Weltall vollzieht unter der einenden Kraft der Liebe (Φιλότης) und der trennenden des Hasses (Νεῖκος) in einem pulsierenden Wechsel von Ausdehnung (διαστολή) und Zusammenziehung (συστολή).“

Siehe auch «Τέτταρα δὲ τοῖς στοιχείοις ἰσάριθμα, λευκὸν μέλαν ἐρυθρὸν ὠχρόν.» („Es gebe vier Farben, genau so viele wie Elemente: Weiß, Schwarz, Rot und Gelb.“)

## Ζήτει σεαυτῷ βασιλείαν ίσην.

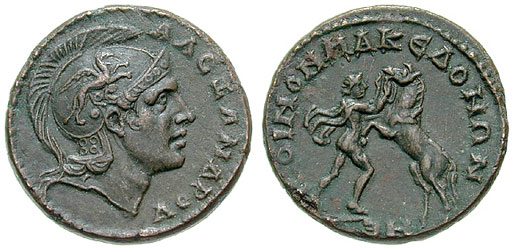
Alexander und Bukephalos auf einer Münze

Ζήτει σεαυτῷ βασιλείαν ίσην.
Zētei seautō basileian isēn.
„Suche dir ein Reich, das deiner würdig ist!“
Diese Worte richtete König Philipp II. an seinen Sohn Alexander, nachdem dieser das Pferd Bukephalos gebändigt hatte.
Bukephalas (makedonisch Βουκεφάλας, gemeingriechisch Βουκέφαλος Bouképhalos „Ochsenkopf“) gilt als das bekannteste Pferd in der Antike. Alexander bekam es, als er zehn oder zwölf Jahre alt war. Es wird erzählt, dass dieses Pferd Philipp II., dem Vater Alexanders, zum Kauf angeboten wurde, aber dass niemand es zu reiten vermochte. Der zwölfjährige Alexander aber beobachtete, dass das Pferd Angst vor seinem eigenen Schatten hatte. Er stellte es so, dass es seinen Schatten nicht sehen konnte, und es gelang ihm dadurch, das Pferd zu reiten.
Philipps ganzer Satz lautete nach Plutarch:

«Ὦ παῖ, ζήτει σεαυτῷ βασιλείαν ἴσην, Μακεδονία γὰρ σ’ οὐ χωρεῖ.»

„Ō pai, zētei seautō basileian isēn, Makedonia gar s’ ou chōrei.“

„Mein Sohn, suche dir ein Reich, das deiner würdig ist, denn Makedonien ist für dich nicht groß genug.“

## ζήτησις τῆς ἀληθείας
ζήτησις τῆς ἀληθείας
zētēsis tēs alētheias
„Suche nach der Wahrheit“
Suche nach der historischen Wahrheit durch den Historiker Thukydides, wie er es in seiner Geschichte des Peloponnesischen Kriegs versuchte.
In klarer Abgrenzung zu Herodot, der nicht strikt zwischen Mythen und Realem unterschied, wollte Thukydides nur das berichten, was auch wirklich vorgefallen ist.

## Ζούμε μόνοι …
Ζούμε μόνοι, πεθαίνουμε μόνοι, το ενδιάμεσο φωτεινό σημείο το λέμε ζωή.
Zume moni, pethenume moni, to endiameso fotino simio to leme zoi.
„Wir leben allein, wir sterben allein, den hellen Punkt dazwischen nennen wir Leben.“
Pessimistische Aussage des Dichters Nikos Kazantzakis, die dem Buchtitel Jeder stirbt für sich allein von Hans Fallada entspricht.
In Kazantzakis’ Odyssee sagt der alte todbereite Odysseus gelassen:
Des Festes Ende ist gekommen, die Belustigung vorüber,

der Wind schrieb im Vorüberwehen meinen Namen in den Sand.

## Ζω σαν πασάς στα Γιάννενα.

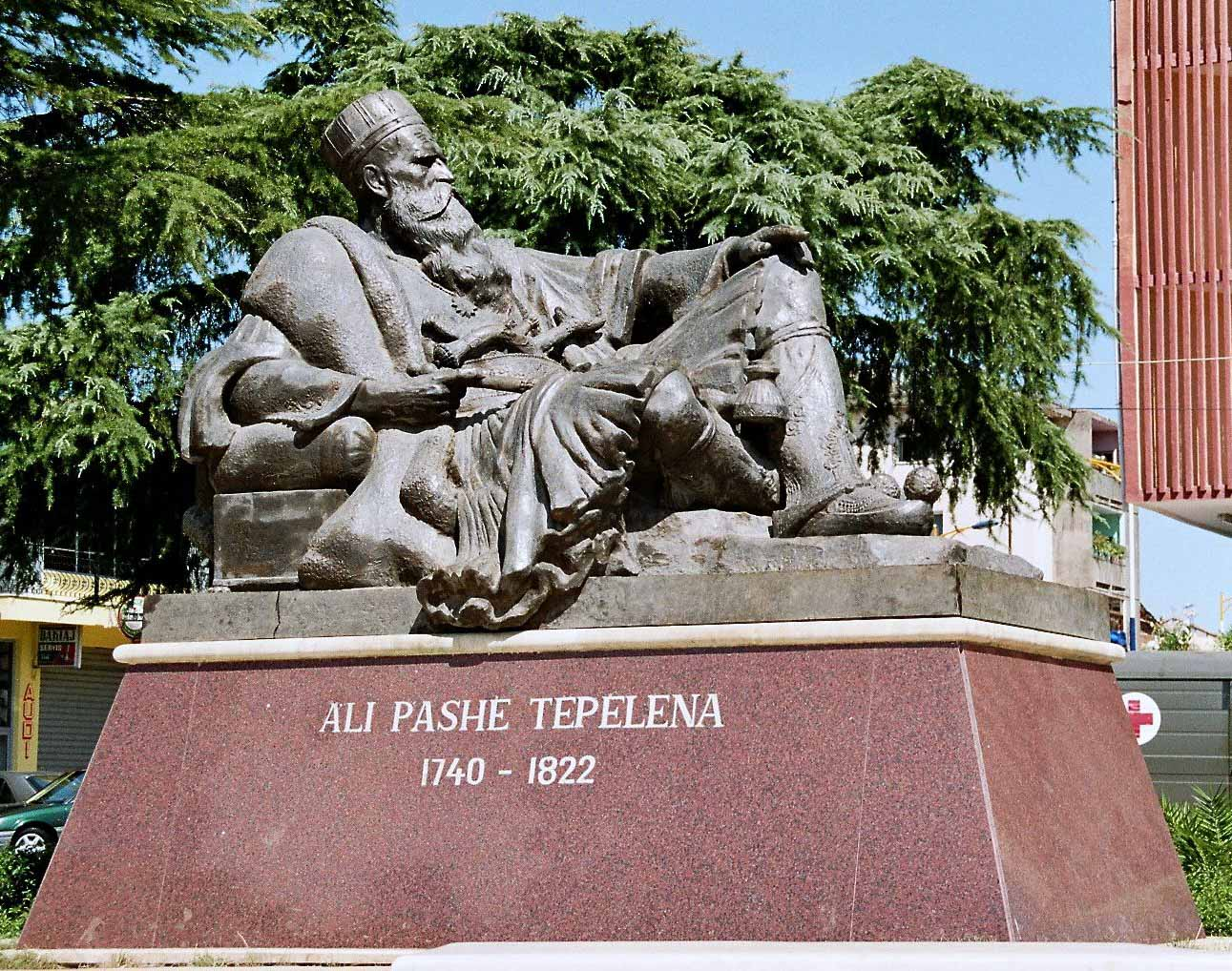
Denkmal Ali Paschas in Tepelena

Ζω σαν πασάς στα Γιάννενα.
Zo san pasas sta Jiannena.
„Ich lebe wie der Pascha in Ioannina.“
Diese Redewendung mit der Bedeutung „wie die Made im Speck leben“ bezieht sich auf Ali Pascha Tepelena, den Gouverneur von Epirus mit der Hauptstadt Ioannina. Ali Pascha kümmerte sich wenig um die Direktiven der Hohen Pforte und baute sich einen autonomen Machtbereich auf. Er paktierte mit Frankreich und Großbritannien. Ab 1807 beherrschte Ali Pascha, den man auch Löwe von Janina nannte, über große Teile Albaniens und Griechenlands. Der englische Dichter Lord Byron, der 1809 einige Zeit Gast am Hof Ali Paschas war, hinterließ eine farbenprächtige Schilderung des damaligen Lebens in Ioannina, einer blühenden Stadt mit 35.000 Einwohnern. 1820 entsandte Sultan Mahmud II. Truppen gegen den abtrünnigen Pascha. Ioannina wurde über 15 Monate belagert, bis man Ali Pascha im Februar 1822 aus seiner Festung locken konnte und ermorden ließ.

## Ζωῆς πονηρᾶς θάνατος αἱρετώτερος.

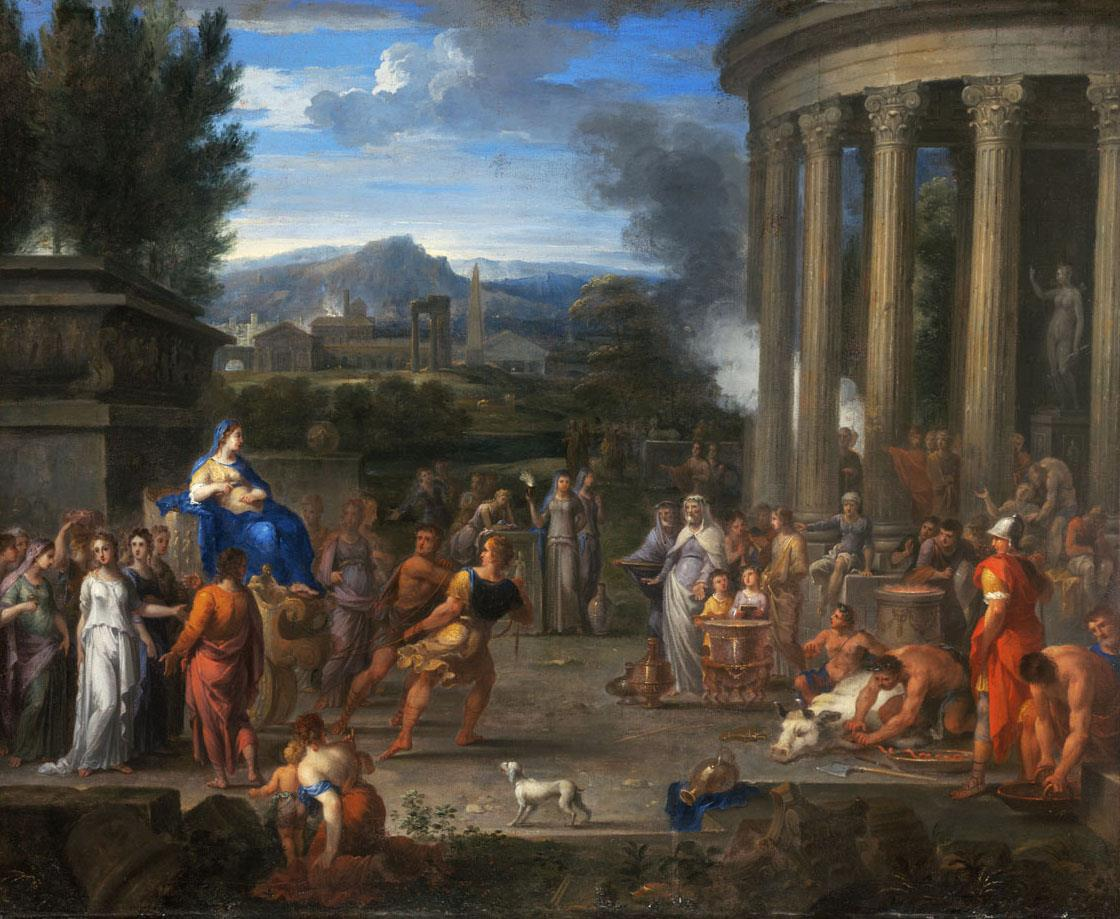
Nicolas Loir: Kleobis und Biton

Ζωῆς πονηρᾶς θάνατος αἱρετώτερος.
Zōēs ponēras thanatos hairetōteros.
„Einem schlechten Leben ist der Tod vorzuziehen.“
Lateinisch: Satius mori quam calamitose vivere.
Sentenz aus den Monosticha des Dichters Menander, die einen Grundgedanken des griechischen Pessimismus in einem Satz zusammenfasst.
Ein Beispiel für diese Einstellung ist die Geschichte um die Brüder Kleobis und Biton, die auf Wunsch ihrer Mutter – einer Herapriesterin – von der Gottheit das beste erhielten, was einem Menschen widerfahren kann: Sie durften zusammen in der gleichen Nacht sterben.
In diesem, wie auch in dem Fall um den Olympiasieger Diagoras von Rhodos ist der ruhmvolle Tod das Nonplusultra für die Sterblichen.
Der Philosoph Friedrich Nietzsche erwähnt aber auch die Klagen der alten Griechen über den „kurzlebenden Achilleus“, „von dem blättergleichen Wechsel und Wandel des Menschengeschlechts“ und von dem Untergang der Heroenzeit. Er kommt zu dem Ergebnis:

„Es ist des größten Helden nicht unwürdig, sich nach dem Weiterleben zu sehnen, sei es selbst als Tagelöhner.“

Siehe auch: Θνατοῖσι μὴ φῦναι φέριστον. („Für die Sterblichen ist nicht geboren zu werden das Beste.“)

## ζώνην λύειν
ζώνην λύειν
zōnēn lyein
„den Gürtel lösen“
Das Lösen des Brautgürtels war eine symbolische Handlung, die der Bräutigam vornahm, wenn er seine Braut in das Brautbett führte. Er löste den Gürtel, der entweder der Pallas Athene oder der Artemis geweiht wurde. Währenddessen hielt ein Türhüter die Frauen ab, welche der Braut scheinbar zu Hilfe eilen wollten. Danach zog sich die Hochzeitsgesellschaft zurück und feierte an einem anderen Ort weiter.
Der Gürtel der Aphrodite oder der ihr gleichgesetzten Göttin Venus galt als Insigne ihres Liebeszaubers. Der Humanist Erasmus von Rotterdam schreibt in seiner Sprichwörtersammlung Adagia:

„Den Gürtel der Venus besitzt, wer in überraschender Weise jedermanns Zuneigung gewinnt. Der Ausdruck stammt aus Homers Ilias, Buch 54, wo Hera, in der Absicht, Zeus in ihr Lager zu locken, zu Aphrodite geht und sich von ihr den Gürtel ausborgt, der liebenswürdig und begehrenswert macht.“

Den Gürtel der Artemis riefen verheiratete Frauen an, um Fruchtbarkeit und eine leichte Geburt zu erbitten. Um die Fruchtbarkeit zu erhöhen, banden sich Frauen geflochtene Beifuß-Gürtel um. Die Mädchen verehrten die jungfräuliche Göttin als Schützerin ihrer Keuschheit und brachten ihr vor ihrer Hochzeit eine Locke, den Gürtel und ihr Mädchenkleid als Opfer.
In der Geschichte von Enipeus und Poseidon sagt der Meeresgott:

„Deine Eifersucht kommt nun zu spät, mein guter Enipeus; du hättest vorher nicht so hoffärtig tun sollen. Übrigens ist der Tyro gar nichts Arges widerfahren, da sie den, der ihr den Gürtel löste, für dich hielt.“

Poseidon hatte die Gestalt des Enipeus angenommen und zeugte mit Tyro die Zwillinge Pelias und Neleus.

## ζῷον δίπουν ἄπτερον
ζῷον δίπουν ἄπτερον
zōon dipoun apteron
„federloser Zweibeiner“
Lateinisch: Animal bipes implume
Platon hatte den Menschen als ein „zweibeiniges Lebewesen ohne Federn“ definiert, denn er gehöre zum Tierreich, gehe auf zwei Beinen, besitze aber weder Fell noch Federn. Als er damit die Zustimmung seiner Schüler gefunden hatte, fühlte sich der Kyniker Diogenes zu einem Scherz provoziert. Er rupfte ein Huhn und stellte es Platons Schülern mit folgenden Worten als Mensch vor:

«Οὗτός ἐστιν ὁ Πλάτωνος ἄνθρωπος.»

„Houtos estin ho Platōnos anthrōpos.“

„Das ist der Mensch Platons!“

Daraufhin erweiterte Platon die Definition um „breite Krallen“ (Klauen, Nägel), weil die Vögel nichts Derartiges haben. Es handelt sich dabei um ein Wortspiel, da πλατυώνυχον platyōnychon („mit breiten Nägeln“) im Griechischen ähnlich klingt wie πλατωνικόν platōnikon („platonisch“).

## ζῷον λόγον ἔχον
ζῷον λόγον ἔχον
zōon logon echon
„Lebewesen mit Sprache“ bzw. „vernunftbegabtes Lebewesen“
Schon in der antiken Philosophie hatte man festgestellt, dass der Mensch offenbar das einzig bekannte sprachbegabte Vernunft- und Verstandeswesen ist, das die Voraussetzungen für eine Sinnreflexion vorweisen kann. Als vernünftiges Wesen (zoon logon echon) und als soziales Wesen (zoon politikon) verwirklicht sich der Mensch durch seine Lebenspraxis.
Der Mensch soll sich laut Aristoteles zunächst als Mensch durch die Sprache (logos) und in Gemeinschaft mit anderen Menschen (politikos) verwirklichen (Politik 1253a, 7–10), bevor er ein göttliches Leben (bios theios) erreichen kann. Die Übertragung in das Lateinische als animal rationale findet sich in verschiedenen römischen Schriften, so z. B. bei Seneca in Epistulae morales ad Lucilium (rationale enim animal est homo – „denn der Mensch ist ein vernünftiges Lebewesen“; 41,8).
Boethius definierte: „Person ist die individuelle Substanz einer vernunftfähigen Natur“ (persona est rationabilis naturae individua substantia) und verwies darauf, dass der Einsatz der Vernunft der individuellen Willkür unterliegt. Ähnlich modifizierte Immanuel Kant die Begrifflichkeit und stellte fest, dass der Mensch „einen Charakter hat, den er sich selbst schafft, indem er vermögend ist, sich nach seinen von ihm selbst genommenen Zwecken zu perfectioniren; wodurch er als mit Vernunftfähigkeit begabtes Thier (animal rationabile) aus sich selbst ein vernünftiges Thier (animal rationale) machen kann“.

## ζῷον πολιτικόν
ζῷον πολιτικόν
zōon politikon
„Geselliges Lebewesen“
Bei Platon und Aristoteles heißt zoon politikon im Original πολιτικὸν ζῷον (politikon zōon).
Das ganze Zitat lautet in der Politik des Aristoteles:

«Ἐκ τούτων οὖν φανερὸν ὅτι τῶν φύσει ἡ πόλις ἐστί, καὶ ὅτι ὁ ἄνθρωπος φύσει πολιτικὸν ζῷον.»

„Ek toutōn oun phaneron hoti tōn physei hē polis esti, kai hoti ho anthrōpos physei politikon zōon.“

„Es ist offensichtlich, dass der Staat ein Werk der Natur ist und der Mensch von Natur aus ein staatenbildendes Lebewesen.“

Aristoteles beschreibt den Menschen als naturgemäß politisches Wesen:

„Wie im Samen der ganze Baum veranlagt ist, so ist im Menschen der Staat veranlagt.“

Der Staat ist demnach auf metaphysischer Ebene bereits während des Naturzustandes vorhanden. Die Voraussetzung zur Staatenbildung ist der Besitz von Logos (ζῷον λόγον ἔχον), mit Hilfe dessen der Mensch Gutes und Schlechtes benennen kann.